# ایزوکومارین
ایزوکومارین (به انگلیسی: Isocoumarin) یک ترکیب شیمیایی با شناسه پاب‌کم ۶۸۱۰۸ است.